# Белецкий, Родион Андреевич

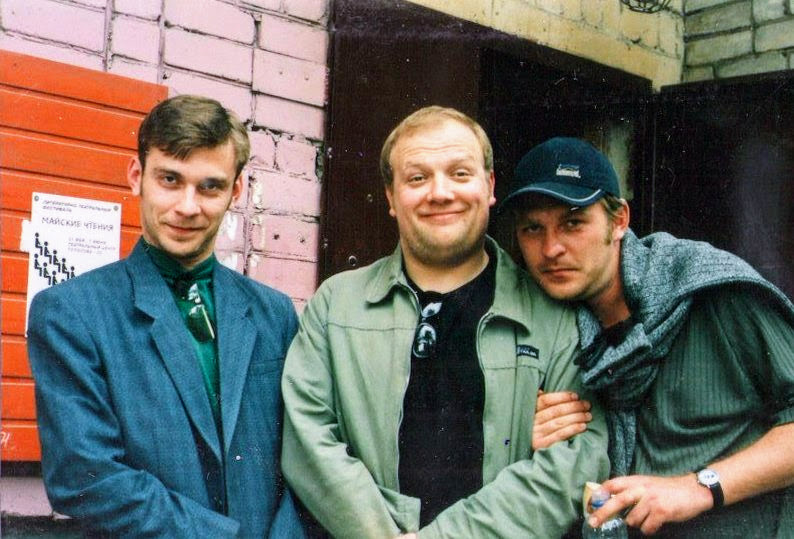
Родион Белецкий (в центре) и Михаил (слева) и Вячеслав Дурненковы на фестивале «Майские чтения» в Тольятти

Родио́н Андреевич Беле́цкий (род. 3 июля 1970) — российский писатель и сценарист.

## Биография
Родился в Москве. Окончил сценарно-киноведческий факультет ВГИКа. Был сценаристом фильмов «Щастье», «Родные и близкие» и другие. Автор сериалов «Монтекристо», «Адъютанты любви», «Час Волкова», «Деньги», «Восьмидесятые», «Жена олигарха», «Проект Анна Николаевна» и др.
Больше 100 постановок в театрах России и за рубежом, включая Российский Академический Молодёжный Театр, Московский театр имени Симонова, Русский театр в Вильнюсе, Алма-атинский театр им. Джамбула, Псковский театр им. Пушкина, Новосибирский театр Афанасьева, Пражский театр Кси, Волгоградский молодёжный театр, The Tabernakle (London) и др.
Он автор повестей «Маска призрака» и «Рыцарь идёт по следу», автор песни «Я всегда с собой беру видеокамеру» и песни «Слабо» (программа «Сам себе режиссёр»). Член Союза писателей Москвы, Союза театральных деятелей.
В 2018 году выходит первый поэтический сборник Родиона Белецкого «Люди без совести». Издательство «Русский Гулливер».
В 2023 году выходит второй поэтический сборник "Любовь до гроба". Издательство "Стеклограф".
19 декабря 2019 года на "Яндекс. Музыка" состоялась премьера аудиоспектакля "Звездные войны. Новая надежда" (7 серий, режиссер Дмитрий Николаев). Автор пьесы Родион Белецкий.
В ноябре  2023 года в "Редакции Елены Шубиной" вышел роман Родиона Белецкого "Чужой ребенок".
В декабре 2024 года получил юбилейную Московскую Арт-Премию за роман "Чужой ребенок"

## Некоторые постановки
- Мучитель", Антреприза Дом Актёра, Нижний Новгород, режиссёр Е.Фирстова.
- "Молодые люди", Русский Драматический театр Литвы, режиссёр Юрий Щуцкий.
- "Соня", Театр Свобода 6, Ростов-на-Дону, режиссёр Владимир Чигишев
- "Роман Романа" ТЮЗ, Тула, режиссёр Владимир Шинкарёв
- "Звук позади самолёта", Театр имени Р. Симонова, Москва, режиссёр Сергей Терещук.
- "Свободное телевидение", театр Афанасьева, Новосибирск, режиссёр Павел Южаков.
- "После армии" Драматический театр города Калининграда, режиссёр Павел Прибыток.
- "Фанатки" Драматический театр, город Даугавпилс, режиссёр Юрий Лосев.
- 2002 — «Забавное богоискательство или Исповедь человека среднего возраста» — 2002 (режиссер Вадим Данцигер) Театр DOC
- 2017 — "Остров счастье" (режиссёр А. Агеев) Сахалинский Чехов-центр.
- 2017 — «Фанатки» (режиссёр О. Загумённов, премьера 25.11.2017) Саратовский театр русской комедии
- 2018 — «Четвёртый богатырь» (режиссёр Н. Шумилкина, премьера 23.04.2018) Российский Академический Молодёжный Театр
- 2018 — «Лариса Голубкина. Заплатки» (режиссёр Гарольд Стрелков, премьера 19.05.2018) Центральный Академический Театр Российской Армии
- 2019 — "Разговор, которого не было", Карагандинский театр им. К.С. Станиславского, режиссёр Елдос Лекенов
- 2019 — "Разговор, которого не было", Киевский театр оперетты, режиссёр Игорь Николаев
- 2019 — "Звук позади самолета", Самарский театр "Мастерская", режиссёр Александр Мальцев
- 2020 — "Красное море", Театр VVV, Нижний Новгород.
- 2021 — "Чудаки" (по пьесе "После армии"), Кимрский театр драмы, режиссёр Павел Прибыток
- 2021 — "Журавли" Нижегородское театральное училище, руководитель постановки Л. Чигин